# تینا کانگرو
تینا کانگرو (استونیایی: Tiina Kangro؛ زادهٔ ۳ آوریل ۱۹۶۱)  سیاستمدار و نماینده سابق مجلس اهل استونی است.